# Lista de governadores da Dakota do Norte
Em política, governador da Dakota do Norte é o título dado ao chefe do poder executivo do estado norte-americano da Dakota do Norte. esta é uma lista de governadores da Dakota do Norte:
| Número | Governador           | Data da posse          | Data da saída          | Partido                | Notas      |
| ------ | -------------------- | ---------------------- | ---------------------- | ---------------------- | ---------- |
| 1      | John Miller          | 20 de novembro de 1889 | 7 de janeiro de 1891   | Republicano            |            |
| 2      | Andrew H. Burke      | 7 de janeiro de 1891   | 3 de janeiro de 1893   | Republicano            |            |
| 3      | Eli C. D. Shortridge | 3 de janeiro de 1893   | 10 de janeiro de 1895  | Democrata-Independente |            |
| 4      | Roger Allin          | 10 de janeiro de 1895  | 6 de janeiro de 1897   | Republicano            |            |
| 5      | Frank A. Briggs      | 6 de janeiro de 1897   | 9 de agosto de 1898    | Republicano            |            |
| 6      | Joseph M. Devine     | 9 de agosto de 1898    | 3 de janeiro de 1899   | Republicano            |            |
| 7      | Frederick B. Fancher | 3 de janeiro de 1899   | 10 de janeiro de 1901  | Republicano            |            |
| 8      | Frank White          | 10 de janeiro de 1901  | 4 de janeiro de 1905   | Republicano            |            |
| 9      | Elmore Y. Sarles     | 4 de janeiro de 1905   | 9 de janeiro de 1907   | Republicano            |            |
| 10     | John Burke           | 9 de janeiro de 1907   | 8 de janeiro de 1913   | Democrata              |            |
| 11     | L. B. Hanna          | 8 de janeiro de 1913   | 3 de janeiro de 1917   | Republicano            |            |
| 12     | Lynn Frazier         | 3 de janeiro de 1917   | 23 de novembro de 1921 | NPL                    | [ nota 1 ] |
| 13     | Ragnvald A. Nestos   | 23 de novembro de 1921 | 7 de janeiro de 1925   | Republicano            |            |
| 14     | Arthur G. Sorlie     | 7 de janeiro de 1925   | 28 de agosto de 1928   | NPL                    |            |
| 15     | Walter Maddock       | 28 de agosto de 1928   | 9 de janeiro de 1929   | NPL                    |            |
| 16     | George F. Shafer     | 9 de janeiro de 1929   | 31 de dezembro de 1931 | Republicano            |            |
| 17     | William Langer       | 31 de dezembro de 1931 | 21 de junho de 1934    | NPL                    |            |
| 18     | Ole H. Olson         | 21 de junho de 1934    | 7 de janeiro de 1935   | NPL                    |            |
| 19     | Thomas H. Moodie     | 7 de janeiro de 1935   | 2 de fevereiro de 1935 | Democrata              |            |
| 20     | Walter Welford       | 2 de fevereiro de 1935 | 6 de janeiro de 1937   | NPL                    |            |
| 21     | William Langer       | 6 de janeiro de 1937   | 5 de janeiro de 1939   | NPL                    |            |
| 22     | John Moses           | 5 de janeiro de 1939   | 4 de janeiro de 1945   | Democrata              |            |
| 23     | Fred G. Aandahl      | 4 de janeiro de 1945   | 3 de janeiro de 1951   | Republicano            |            |
| 24     | Norman Brunsdale     | 3 de janeiro de 1951   | 9 de janeiro de 1957   | Republicano            |            |
| 25     | John E. Davis        | 9 de janeiro de 1957   | 4 de janeiro de 1961   | Republicano            |            |
| 26     | William L. Guy       | 4 de janeiro de 1961   | 2 de janeiro de 1973   | Democrata (NPL)        |            |
| 27     | Arthur A. Link       | 2 de janeiro de 1973   | 6 de janeiro de 1981   | Democrata (NPL)        |            |
| 28     | Allen I. Olson       | 6 de janeiro de 1981   | 1º de janeiro de 1985  | Republicano            |            |
| 29     | George A. Sinner     | 1º de janeiro de 1985  | 15 de dezembro de 1992 | Democrata (NPL)        |            |
| 30     | Ed Schafer           | 15 de dezembro de 1992 | 15 de dezembro de 2000 | Republicano            |            |
| 31     | John Hoeven          | 15 de dezembro de 2000 | 7 de dezembro de 2010  | Republicano            |            |
| 32     | Jack Dalrymple       | 7 de dezembro de 2010  | 15 de dezembro de 2016 | Republicano            |            |
| 33     | Doug Burgum          | 15 de dezembro de 2016 | 15 de dezembro de 2024 | Republicano            |            |
| 34     | Kelly Armstrong      | 15 de dezembro de 2024 | presente               | Republicano            |            |